# Ганев, Константин
Константи́н Дими́тров Га́нев (болг. Константин Димитров Ганев; 13 октября 1925, Роман, Болгария) — болгарский пианист, музыковед, общественный деятель и педагог. Кандидат искусствоведения (1954). Народный артист НРБ.

## Биография
В 1948 году окончил Болгарскую консерваторию по классу Тамары Янковой (фортепиано), в 1950—1956 годах совершенствовался у Генриха Нейгауза в Московской консерватории, здесь же защитил кандидатскую диссертацию, подготовленную под руководством Александра Николаева. С 1956 года — преподаватель Болгарской консерватории по классам фортепиано и истории фортепианной музыки, а с 1974 года — профессор, преподавал также в ГДР, Японии, Бразилии и Греции. В 1968—1972 годах — секретарь Союза музыкальных деятелей Болгарии, а с 1980 года — 1-й заместитель председателя Союза болгарских композиторов. Член жюри нескольких международных музыкальных конкурсов, в частности VI, VII и VIII Международных конкурсов имени П. И. Чайковского. Выступает в фортепианном дуэте с женой — Джулией Ганевой; она же делит с ним профессорскую кафедру. Гастролировал во многих странах, в том числе и в СССР (неоднократно). Автор музыковедческих статей. Член БКП с 1961 года.

## Литературные сочинения
- Пути развития болгарской фортепьянной культуры // Сборник статей болгарских музыковедов. — М., 1962.
- Орнаментика та в клавирното творчество на П. Владигеров, «Българска музика», 1969, No 3.
- Срещи и разговори с Святослав Рихтер, «Българска музика», 1968, No 4, 1979, No 1-2.
- Пианистът на епохата, «Българска музика», 1975, No 3.
- По следите на музикалните впечатления. — София, 1981.

## Награды
- 1978 — Заслуженный деятель искусств НРБ
- 1984 — Народный артист НРБ